# Vauriella
Vauriella – rodzaj ptaków z rodziny muchołówkowatych (Muscicapidae).

## Zasięg występowania
Rodzaj obejmuje gatunki występujące na Filipinach i Borneo.

## Morfologia
Długość ciała 15–19 cm.

## Systematyka

### Etymologia
Zdrobnienie nazwiska dr. Charlesa Vaurie (1906–1975), amerykańskiego ornitologa.

### Podział systematyczny
Do rodzaju należą następujące gatunki:
- Vauriella gularis (Sharpe, 1888) – dżunglareczka mała
- Vauriella albigularis (Bourns & Worcester, 1894) – dżunglareczka białogardła
- Vauriella insignis (Ogilvie-Grant, 1895) – dżunglareczka białobrewa
- Vauriella goodfellowi (Ogilvie-Grant, 1905) – dżunglareczka okularowa